# أوثيوس جيفرز
أوثيوس جيفرز (بالإنجليزية: Othyus Jeffers)‏ مواليد 5 أغسطس 1985 في شيكاغو، هو لاعب كرة سلة محترف أمريكي بدأ مسيرته الاحترافية في سنة 2008. يبلغ طوله 6 قدم 5 بوصة (2.0 م).

## فرق لعب لها
- بالاكانسترو كانتو
- يوتاه جاز
- سان أنطونيو سبرز
- واشنطن ويزاردز
- مينيسيوتا تيمبر وولفز

## إحصائيات المسيرة

### الرابطة الوطنية لكرة السلة

#### الموسم الاعتيادي
| السنة   | الفريق           | لعب | بدأ | دقيقة | ميداني% | ثلاثية | حرة  | ارتداد | صنع | استلاب | تصدي | نقطة |
| ------- | ---------------- | --- | --- | ----- | ------- | ------ | ---- | ------ | --- | ------ | ---- | ---- |
| 2009–10 | يوتاه جاز        | 14  | 0   | 5.2   | .414    | .000   | .684 | 1.4    | .1  | .3     | .0   | 2.6  |
| 2010–11 | سان أنطونيو سبرز | 1   | 0   | 8.0   | .333    | .000   | .000 | 2.0    | 1.0 | .0     | .0   | 2.0  |
| 2010–11 | واشنطن ويزاردز   | 16  | 1   | 19.6  | .484    | .250   | .652 | 4.1    | 1.2 | 1.1    | .0   | 5.7  |
| 2013–14 | سان أنطونيو سبرز | 4   | 1   | 8.5   | .600    | .000   | .500 | 1.5    | .3  | .0     | .0   | 1.8  |
| المسيرة | المسيرة          | 35  | 2   | 12.3  | .465    | .200   | .657 | 2.6    | .6  | .6     | .0   | 3.9  |

#### التصفيات
| السنة   | الفريق    | لعب | بدأ | دقيقة | ميداني% | ثلاثية | حرة  | ارتداد | صنع | استلاب | تصدي | نقطة |
| ------- | --------- | --- | --- | ----- | ------- | ------ | ---- | ------ | --- | ------ | ---- | ---- |
| 2010    | يوتاه جاز | 6   | 0   | 1.7   | .167    | .000   | .000 | .2     | .0  | .0     | .0   | .3   |
| المسيرة | المسيرة   | 6   | 0   | 1.7   | .167    | .000   | .000 | .2     | .0  | .0     | .0   | .3   |

## روابط خارجية
- أوثيوس جيفرز على موقع إن بي أي (الإنجليزية)
- أوثيوس جيفرز على موقع سبورتس رفرنس (الإنجليزية)
- أوثيوس جيفرز على موقع كرة السلة الأوروبية.كوم (الإنجليزية)
- أوثيوس جيفرز على موقع كلية كرة السلة في سبورتس رفرنس.كوم (الإنجليزية)
- أوثيوس جيفرز على موقع ريلجم (الإنجليزية)
- أوثيوس جيفرز على موقع بروبوليرز (الإنجليزية)
- أوثيوس جيفرز على موقع سبورتس رفرنس (الإنجليزية)
- أوثيوس جيفرز على موقع سبورتس رفرنس (الإنجليزية)